# دیگو کروسا
دیگو کروسا (انگلیسی: Diego Crosa؛ زادهٔ ۱۸ آوریل ۱۹۷۶) بازیکن فوتبال اهل آرژانتین است.
از باشگاه‌هایی که در آن بازی کرده‌است می‌توان به باشگاه فوتبال راسینگ کلوب آویاندا، باشگاه فوتبال مکابی حیفا، باشگاه فوتبال بوکا جونیورز، باشگاه فوتبال نیولز اولد بویز، باشگاه فوتبال ولز سارسفیلد، و باشگاه فوتبال رئال بتیس اشاره کرد.
وی همچنین در تیم‌های ملی فوتبال زیر ۲۰ سال آرژانتین و آرژانتین بازی کرده‌است.